# Káto Akourdália
Káto Akourdália (grec moderne : Κάτω Ακουρδάλια) est un village de Chypre de plus de 65 habitants.